# Sporting Club Albigeois
Lo Sporting Club Albigeois è una società sportiva francese di rugby che partecipa al Pro D2.

## Storia
Questa squadra è stata fondata nel 1906.

## Ex giocatori
- Robert Basauri
- René Bousquet
- Pierre Danos
- Christophe Durant
- Charles-Antoine Gonnet
- Dominique Harize
- Jean Marcet
- Bernard Momméjat
- Henri Pistre
- Alfred Prévost
- Jean Vaysse
- Jacques Maraval